# Національне Одюбонівське товариство

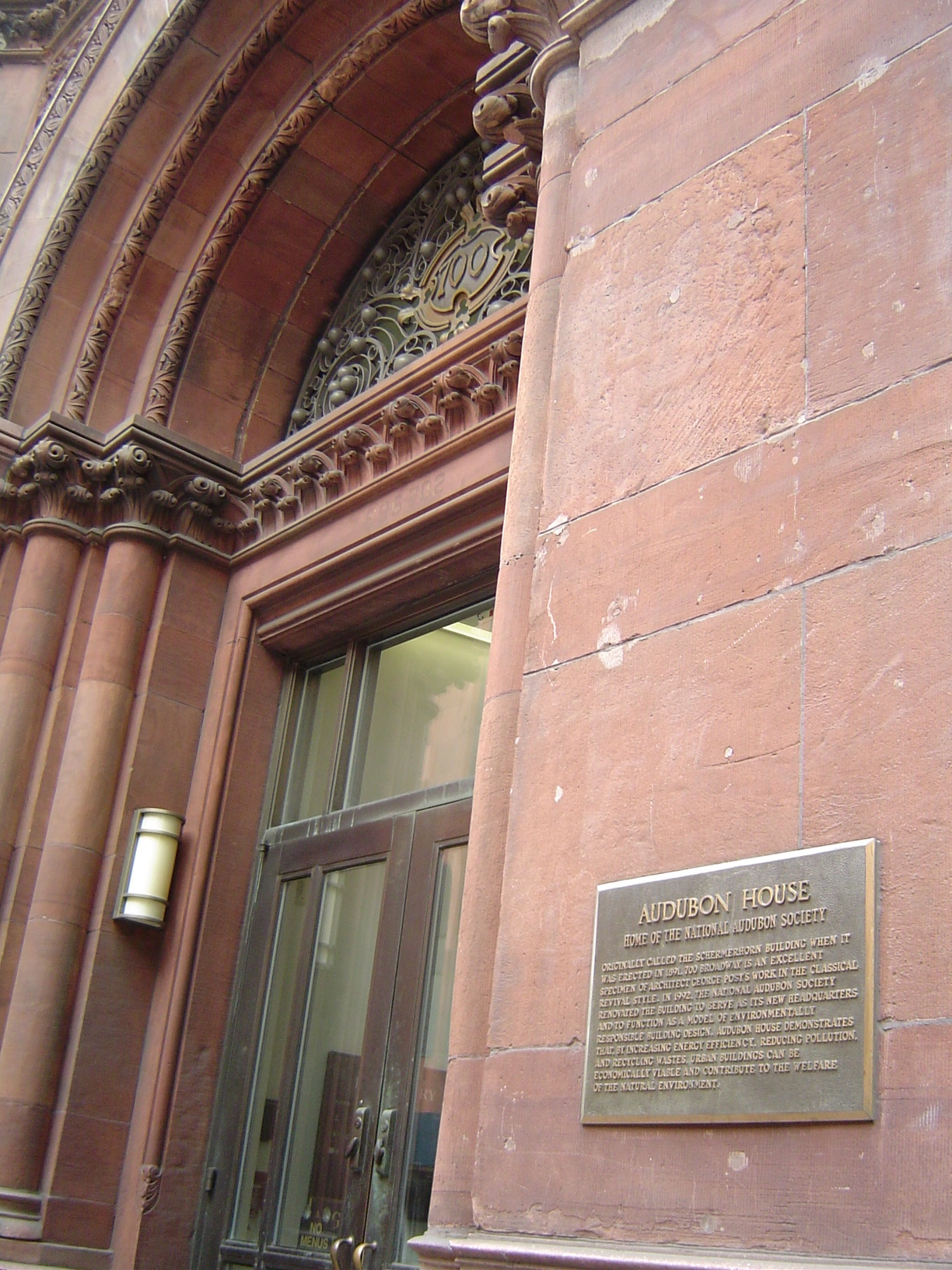
Штаб-квартира Товариства у Нью-Йорку

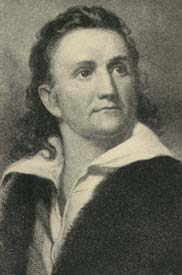
Джон Джеймс Одюбон, 1785—1851

Національне Одюбонівське товариство (англ. The National Audubon Society) — некомерційна екологічна організація США, яка займається проблемами охорони природи, а також дослідженнями в галузі орнітології.

## Історія
У 1886 році міський парк «Upper City Park» у Новому Орлеані (Луїзіана) місцева влада перейменувала на «Audubon Park» і було створено перший місцевий осередок Одюбонівського товариства. Його організували науковці Флоренція Бейлі, Джордж Ґріннел і Фанні Гарді Ексторм.
На федеральному рівні товариство було сформоване в 1905 році — таким чином, воно є одним із найстаріших природоохоронних об'єднань у світі. Свою назву товариство отримало на честь Джона Джеймса Одюбона (англ. John James Audubon, 1785—1851), знаменитого натураліста, орнітолога і художника-анімаліста, який опублікував видатну багатотомну працю «Birds of America» (1827—1838).
Товариство видає ілюстрований популярний журнал «Audubon», присвячений охороні природи. Має численні місцеві мережі, резервати і філії, які займаються спостереженнями за птахами і охороною місцевого природного середовища. Цим воно різко відрізнялося від товариства, що існувало до того, American Ornithologists' Union, члени якого головним чином полювали на птахів для наукових колекцій.
Чисельність товариства: 41 тис. членів в 1963 році, 142 тис. в 1970 році, 300 тис. в 1978 році.
Філії, резервати і ресурсні центри Товариства є в усіх 50 штатах США. Детальніше тут:.

## Медаль Одюбона
З 1947 року Національне Одюбонівське товариство присуджує «Медаль Одюбона», яка вручається на знак визнання видатних досягнень в області збереження і захисту довкілля. Медаллю були нагороджені:
- 2019 Джонні Морріс та родина
- 2018 Девід Аттенборо
- 2017 Frances Beinecke
- 2016 Paul Tudor Jones II
- 2015 Джек[en] і Лаура Dangermond Данджермонд[7]
- 2013 Луїс Бекон[en]
- 2010 Донал С. О'Браєн молодший
- 2008 Річард Лоув[en]
- 2005 Родина Рокфеллерів
- 2004 Гаррієт Буллітт
- 2002 Едвард Гарті[en]
- 2001 Майкл Домбек[en]
- 2000 Чендлер Роббінс[en]
- 1999 Вільям Конвей[en]
- 1998 Джулі Пакард[en]
- 1997 Газел Вулф[en]
- 1996 Джеймс Паркс Мортон[en]
- 1995 Едвард Осборн Вілсон
- 1994 Джиммі Картер
- 1993 Орен Лайонс[en] та Аніта Роддік
- 1992 Джон Чейфі
- 1991 Тед Тернер
- 1990 Дюрвард Леон Аллен
- 1989 Роберт Редфорд
- 1988 Оскар і Маргетіта Аріас
- 1987 Володимир Флінт[ru]
- 1986 Джон Ф. Зейберлінг[en]
- 1985 Сесіл Андрус[en]
- 1984 Джозеф Гікей[en]
- 1983 Маргарет Вентворт Овінгс[en]
- 1982 Клінтон Реймонд Ґутермут
- 1981 Річард По[en]
- 1980 Маргарет Мюрі[en]
- 1979 Томас Кімбалл
- 1978 Чарлз Каллінсон
- 1977 Рассел В. Петерсон[en]
- 1976 Джон Бертрам Оукс[en]
- 1975 Моріс Стронг[en]
- 1974 Том Макколл[en]
- 1973 Барбара Ворд[en]
- 1971 Роджер Торі Петерсон[en]
- 1969 Горацій М. Олбрайт[en]
- 1968 Генрі Фейрфілд Осборн молодший[en]
- 1967 Стюарт Юдалл
- 1966 А. Старкер Леопольд[en]
- 1964 Лоранс Рокфеллер[en]
- 1963 Рейчел Карсон
- 1962 Вільям О. Дуґлас
- 1961 Кларенс Коттем
- 1960 Дінг Дарлінг[en]
- 1959 Олаус Мюрі[en]
- 1956 Ладлоу Гріском
- 1955 Волт Дісней
- 1952 Луї Бромфілд[en]
- 1950 Джон Девісон Рокфеллер (молодший)
- 1949 Айра Ноель Габріелсон[en]
- 1947 Г'ю Геммонд Беннетт[en]